# CEエウロパ
CEエウロパ(Club Esportiu Europa)は、スペイン・カタルーニャ州バルセロナに本拠地を置くサッカークラブ。現在はセグンダ・ディビシオンRFEFに所属している。
サッカーチームは1929年にリーガ・エスパニョーラが創設された際の10クラブのひとつである。1990年代末にはコパ・カタルーニャで2回優勝した。2015-16シーズンはテルセーラ・ディビシオン（4部相当）に所属している。
バスケットボールチームはスペイン最古のチームのひとつであり、1922年12月8日に行なわれたライエタBCとの試合はスペイン初のバスケットボールの試合とされている。1920年代にはカタルーニャ選手権で2回優勝した。

## 歴史

### クラブ名の変遷
- 1907–1931 – CDエウロパ
- 1931–1932 – カタルーニャFC
- 1932–1985 – CDエウロパ
- 1985–現在 – CEエウロパ

### 黎明期

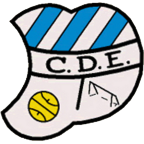
CE europa (old design)

1907年6月5日、グラシア地区の2つのクラブ、マドリードとプルベンサルの合併によってCDエウロパが創設された。1918-19シーズンには、サッカーチームがカタルーニャ選手権2部で優勝。優勝プレーオフではCEフピテル（ジュピテー）を破り、昇格プレーオフではアスレティック・サバデイを破った。

### 黄金期
1920年代にはFCバルセロナに次ぐカタルーニャ地方2番手のクラブとして台頭。1920-21シーズンと1921-22シーズンのカタルーニャ選手権1部で準優勝し、イングランド人のコニャーズ・キルビーに率いられた1922-23シーズンの同大会で初優勝。勝ち点ではバルセロナと同点だったが、優勝プレーオフを1-0で制した。
1923年には各地方の優勝クラブが集まるコパ・デル・レイ（リーガ・エスパニョーラ創設前はスペイン最高峰の大会だった）に出場し、セビージャFC（アンダルシア）やスポルティング・ヒホン（アストゥリアス）を破ったが、カム・ダ・ラス・コルツで行なわれた決勝でアスレティック・ビルバオ（バスク）に0-1で敗れた。その後、キルビー監督はバルセロナの監督に転身した。1923-24シーズン、1926-27シーズン、1927-28シーズン、1928-29シーズンのカタルーニャ選手権1部でも準優勝した。
1928年にリーガ・エスパニョーラ（スペインの全国選手権）が創設されると、コパ・デル・レイ準優勝の経験があるエウロパはプリメーラ・ディビシオン（1部）の創設メンバーに選出された。なお、カタルーニャ地方からはバルセロナ、RCDエスパニョール、エウロパの3クラブが創設メンバーに名を連ねている。3シーズンをプリメーラ・ディビシオンで過ごし、1931年にセグンダ・ディビシオン（2部）降格となった。

### 停滞期
1931年にはグラシアFC（かつてはFCエスパーニャ・デ・バルセロナという名称だった）と合併し、カタルーニャFCという名称になった。しかし合併はうまくいかず、1931-32シーズンは財政問題が理由で試合をすべて消化できなかった。テルセーラ・ディビシオン（当時3部相当）降格となり、1932年にはCDエウロパという名称に戻った。

### 1950年代以後
1950年代末から1960年代には巻き返しを見せ、テルセーラ・ディビシオンに所属するカタルーニャ州のクラブが争うモスカルド杯で2回優勝した。また、1961-62シーズンと1962-63シーズンにはテルセーラ・ディビシオンで優勝し、1963年にセグンダ・ディビシオン昇格を果たした。5シーズンをセグンダ・ディビシオンで過ごし、1968年にテルセーラ・ディビシオン降格となった。1985年、カスティーリャ語のCEエウロパ（クルブ・デポルティーボ・エウローパ）からカタルーニャ語のCEエウロパ（クルブ・アスプルティウ・エウローパ）に名称が変更された。

### コパ・カタルーニャ
1997年と1998年のコパ・カタルーニャでは、いずれの大会も決勝でFCバルセロナを破って優勝した。1997年大会時のバルセロナはボビー・ロブソン監督が率い、ギジェルモ・アモールやフリスト・ストイチコフなども出場したが、エウロパが3-1で勝利した。1998年大会のバルセロナのメンバーはアモール、セルジ・バルフアン、イバン・デ・ラ・ペーニャ、フェルナンド・コウト、フアン・アントニオ・ピッツィ、ミハエル・ライツィハーなどだったが、ミニ・エスタディで行なわれた試合を1-1の引き分けに持ち込み、PK戦に4-3で勝利してエウロパが優勝した。

## スタジアム
1940年12月1日にオープンしたノウ・サルダーニャ(100×63m)をホームスタジアムとしている。7,000人を収容し、そのうちの1,000席は観覧席として区別されている。

## タイトル

### サッカー

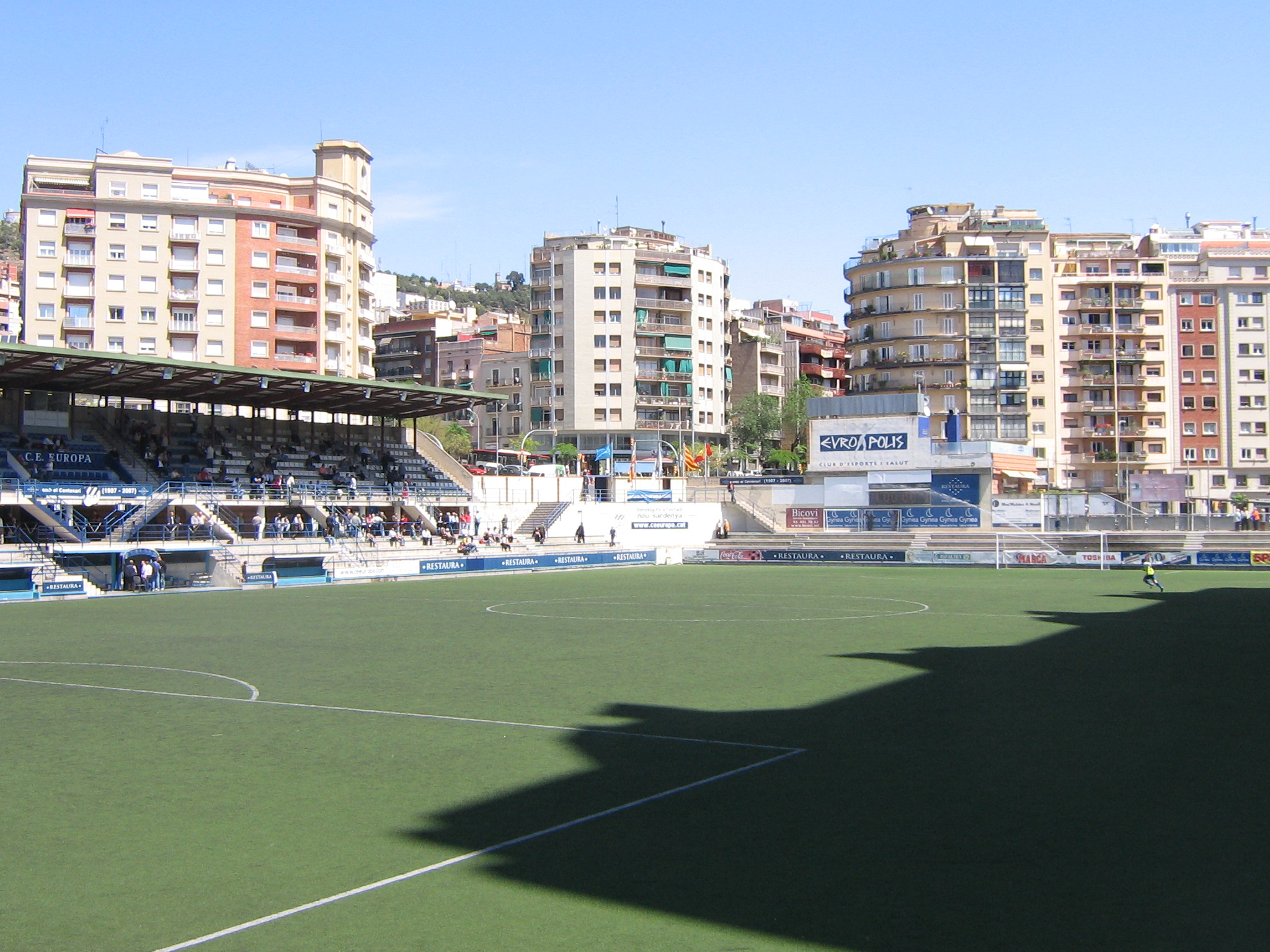
ホームスタジアムのノウ・サルダーニャ

- コパ・デル・レイ : 0回

最高位準優勝 : 1922–23
- テルセーラ・ディビシオン : 2回

優勝 : 1961–62, 1962–63
2位 : 1995–96
- カタルーニャ選手権1部 : 1回

優勝 : 1922–23
準優勝 : 1920–21, 1921–22, 1923–24, 1926–27, 1927–28, 1928–29
- カタルーニャ選手権2部 : 1回

優勝 : 1918–19
準優勝 : 1911–12, 1913–14, 1914–15, 1915–16, 1936–37, 1939–40
- カタルーニャ選手権3部 : 2回

優勝 : 1917–18, 1933–34
- コパ・カタルーニャ : 2回

優勝 : 1996–97, 1997–98, 2014-15
- モスカルド杯 : 2回

優勝 : 1959, 1963
- ビラ・デ・グラシア杯 : 7回

優勝 : 1996, 2000, 2002, 2003, 2004, 2005, 2010

### バスケットボール
- カタルーニャ選手権 : 2回

優勝 : 1924, 1926

## 成績
| シーズン | ランク | ディビジョン | 順位 | コパ・デル・レイ |
| -------- | ------ | ------------ | ---- | ---------------- |
| 1929     | 1      | プリメーラ   | 8位  |                  |
| 1929–30  | 1      | プリメーラ   | 9位  |                  |
| 1930–31  | 1      | プリメーラ   | 10位 |                  |
| 1931-32  | 2      | セグンダ     | 10位 |                  |
| 1940-41  | 4      | レヒオナレス | 9位  |                  |
| 1941-42  | 5      | レヒオナレス | 12位 |                  |
| 1942-43  | 5      | レヒオナレス | 1位  |                  |
| 1943-44  | 4      | レヒオナレス | 8位  |                  |
| 1944-45  | 4      | レヒオナレス | 6位  |                  |
| 1945-46  | 4      | レヒオナレス | 7位  |                  |
| 1946-47  | 4      | レヒオナレス | 10位 |                  |
| 1947-48  | 4      | レヒオナレス | 6位  |                  |
| 1948-49  | 4      | レヒオナレス | 11位 |                  |
| 1949-50  | 4      | レヒオナレス | 8位  |                  |
| 1950-51  | 4      | レヒオナレス | 1位  |                  |
| 1951–52  | 3      | テルセーラ   | 9位  |                  |
| 1952–53  | 3      | テルセーラ   | 5位  |                  |
| 1953–54  | 3      | テルセーラ   | 4位  |                  |
| 1954–55  | 3      | テルセーラ   | 9位  |                  |
| 1955–56  | 3      | テルセーラ   | 4位  |                  |

| シーズン | ランク | ディビジョン | 順位 | コパ・デル・レイ |
| -------- | ------ | ------------ | ---- | ---------------- |
| 1956–57  | 3      | テルセーラ   | 4位  |                  |
| 1957–58  | 3      | テルセーラ   | 3位  |                  |
| 1958–59  | 3      | テルセーラ   | 5位  |                  |
| 1959–60  | 3      | テルセーラ   | 10位 |                  |
| 1960–61  | 3      | テルセーラ   | 5位  |                  |
| 1961–62  | 3      | テルセーラ   | 1位  |                  |
| 1962–63  | 3      | テルセーラ   | 1位  |                  |
| 1963–64  | 2      | セグンダ     | 3位  |                  |
| 1964–65  | 2      | セグンダ     | 13位 |                  |
| 1965–66  | 2      | セグンダ     | 14位 |                  |
| 1966–67  | 2      | セグンダ     | 6位  |                  |
| 1967–68  | 2      | セグンダ     | 14位 |                  |
| 1968-69  | 3      | テルセーラ   | 6位  |                  |
| 1969-70  | 3      | テルセーラ   | 4位  |                  |
| 1970-71  | 3      | テルセーラ   | 5位  |                  |
| 1971-72  | 3      | テルセーラ   | 16位 |                  |
| 1972-73  | 3      | テルセーラ   | 10位 |                  |
| 1973-74  | 3      | テルセーラ   | 18位 |                  |
| 1974-75  | 4      | レヒオナレス | 4位  |                  |
| 1975-76  | 4      | レヒオナレス | 6位  |                  |

| シーズン | ランク | ディビジョン | 順位 | コパ・デル・レイ |
| -------- | ------ | ------------ | ---- | ---------------- |
| 1976-77  | 4      | レヒオナレス | 1位  |                  |
| 1977-78  | 4      | テルセーラ   | 11位 |                  |
| 1978-79  | 4      | テルセーラ   | 17位 |                  |
| 1979-80  | 4      | テルセーラ   | 16位 |                  |
| 1980-81  | 4      | テルセーラ   | 17位 |                  |
| 1981-82  | 4      | テルセーラ   | 13位 |                  |
| 1982-83  | 4      | テルセーラ   | 11位 |                  |
| 1983-84  | 4      | テルセーラ   | 6位  |                  |
| 1984-85  | 4      | テルセーラ   | 4位  |                  |
| 1985-86  | 4      | テルセーラ   | 15位 |                  |
| 1986-87  | 5      | レヒオナレス | 12位 |                  |
| 1987-88  | 5      | レヒオナレス | 5位  |                  |
| 1988-89  | 5      | レヒオナレス | 2位  |                  |
| 1989-90  | 4      | テルセーラ   | 5位  |                  |
| 1990-91  | 4      | テルセーラ   | 13位 |                  |
| 1991-92  | 4      | テルセーラ   | 16位 |                  |
| 1992-93  | 4      | テルセーラ   | 14位 |                  |
| 1993-94  | 4      | テルセーラ   | 4位  |                  |
| 1994–95  | 3      | セグンダB    | 19位 |                  |
| 1995-96  | 4      | テルセーラ   | 2位  |                  |

| シーズン | 部 | ディヴィジョン  | 順位 | コパ・デル・レイ |
| -------- | -- | --------------- | ---- | ---------------- |
| 1996-97  | 4  | テルセーラ      | 4位  |                  |
| 1997-98  | 4  | テルセーラ      | 8位  |                  |
| 1998-99  | 4  | テルセーラ      | 3位  |                  |
| 1999–00  | 4  | テルセーラ      | 6位  |                  |
| 2000–01  | 4  | テルセーラ      | 3位  |                  |
| 2001–02  | 4  | テルセーラ      | 17位 |                  |
| 2002-03  | 4  | テルセーラ      | 14位 |                  |
| 2003–04  | 4  | テルセーラ      | 17位 |                  |
| 2004-05  | 5  | カタルーニャ1部 | 2位  |                  |
| 2005–06  | 4  | テルセーラ      | 13位 |                  |
| 2006–07  | 4  | テルセーラ      | 14位 |                  |
| 2007–08  | 4  | テルセーラ      | 11位 |                  |
| 2008–09  | 4  | テルセーラ      | 11位 |                  |
| 2009–10  | 4  | テルセーラ      | 8位  |                  |
| 2010–11  | 4  | テルセーラ      | 7位  |                  |
| 2011–12  | 4  | テルセーラ      | 16位 |                  |
| 2012–13  | 4  | テルセーラ      | —    |                  |
| 2013-14  | 4  | テルセーラ      | 3位  |                  |
| 2014-15  | 4  | テルセーラ      | 3位  |                  |
| 2015-16  | 4  | テルセーラ      | 3位  |                  |

| シーズン | 部 | ディヴィジョン | 順位    | コパ・デル・レイ |
| -------- | -- | -------------- | ------- | ---------------- |
| 2016-17  | 4  | テルセーラ     | 12位    |                  |
| 2017-18  | 4  | テルセーラ     | 8位     |                  |
| 2018-19  | 4  | テルセーラ     | 6位     |                  |
| 2019-20  | 4  | テルセーラ     | 3位     |                  |
| 2020-21  | 4  | テルセーラ     | 1位/1位 |                  |
| 2021-22  | 4  | セグンダRFEF   | 16位    |                  |
| 2022-23  | 5  | 連盟3部        | 1位     |                  |
| 2023-24  | 4  | 連盟2部        |         |                  |

- 3シーズン - プリメーラ・ディビシオン
- 6シーズン - セグンダ・ディビシオン
- 1シーズン - セグンダ・ディビシオンB
- 2シーズン - セグンダ・ディビシオンRFEF
- 1シーズン - セグンダ・フェデラシオン
- 57シーズン - テルセーラ・ディビシオン
- 18シーズン - カタルーニャ州リーグ

## 歴代監督
- フアン・モスコソ 1999-2001
- アルフォンス・ガジャルド 2001-2002
- ミケル・コロミナス 2002-2003
- フアン・モスコソ 2003-2004
- ジョセップ・モラタージャ 2004-2006
- マノロ・マルケス 2006-2007
- ホセ・アンヘル・バレーロ 2007-2009
- ペドロ・ドレーラ 2009-2015
- アルベルト・ポチ 2015-2016
- ジョアン・エステバ 2016-2018
- ラモン・ガテル 2018
- ダビド・ビジャホアナ 2018-2022
- ジェラール・アルバダレホ 2022-

## 歴代所属選手
- マリアーノ・ゴンサルボ 1939-1940
- アントニオ・デラ・クルス
- チボル・ゾルターン 1962
- ベンジャ 2006-2008
- 中島ファランパリス 2012
- オスカル・シエルバ・モレノ 2016